# SS Arctic
El SS Arctic fue un barco de vapor de 2.856 toneladas, uno de los barcos de la Collins Line, que operó un servicio de vapor transatlántico de pasajeros y correo durante la década de 1850. Era el más grande de una flota de cuatro, construida con la ayuda de subsidios del gobierno de los EE.UU. para desafiar la supremacía transatlántica de la Cunard Line, respaldada por los británicos. Durante su período de servicio de cuatro años, el barco fue famoso tanto por su velocidad como por el lujo de su alojamiento.
El 27 de septiembre de 1854, durante un viaje a Nueva York desde Liverpool, el Arctic chocó en medio de la niebla contra el vapor francés SS Vesta frente a la costa de Terranova y se hundió cuatro horas después. La capacidad de los botes salvavidas del Arctic era de unas 180 personas, suficiente para menos de la mitad de las personas a bordo; los botes fueron botados en un ambiente de pánico y desorden, y se ignoró el principio de "las mujeres y los niños primero". De las aproximadamente 400 personas a bordo (250 pasajeros, 150 tripulantes), sobrevivieron 24 pasajeros varones y 61 tripulantes; todas las mujeres y los niños murieron. Nadie fue llamado a rendir cuentas por el desastre y no se llevó a cabo ninguna investigación oficial. La provisión de botes salvavidas en los barcos de transporte de pasajeros siguió siendo inadecuada hasta bien entrado el siglo XX.

## Hundimiento

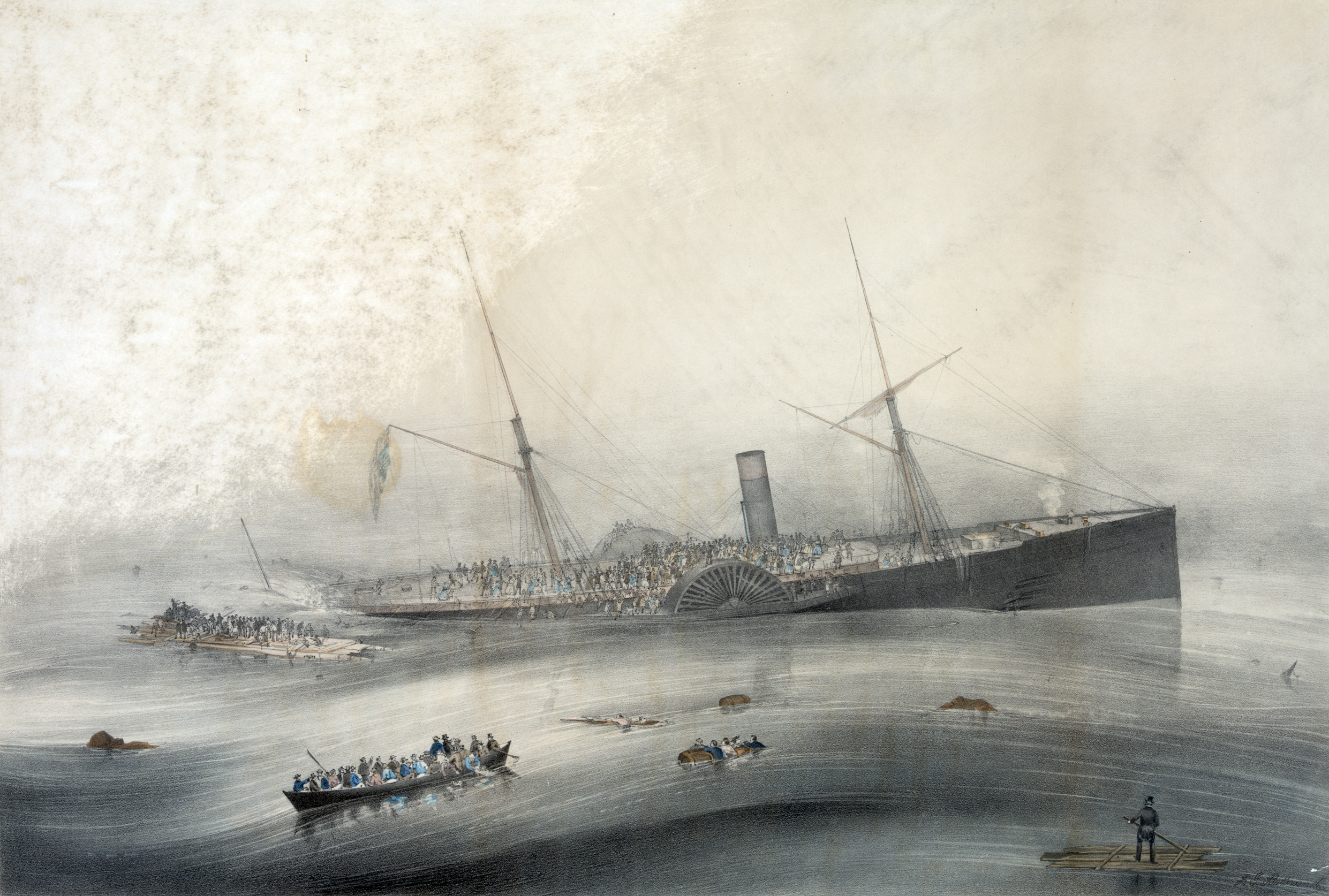
El Arctic se hunde por la popa tras colisionar con el Vesta

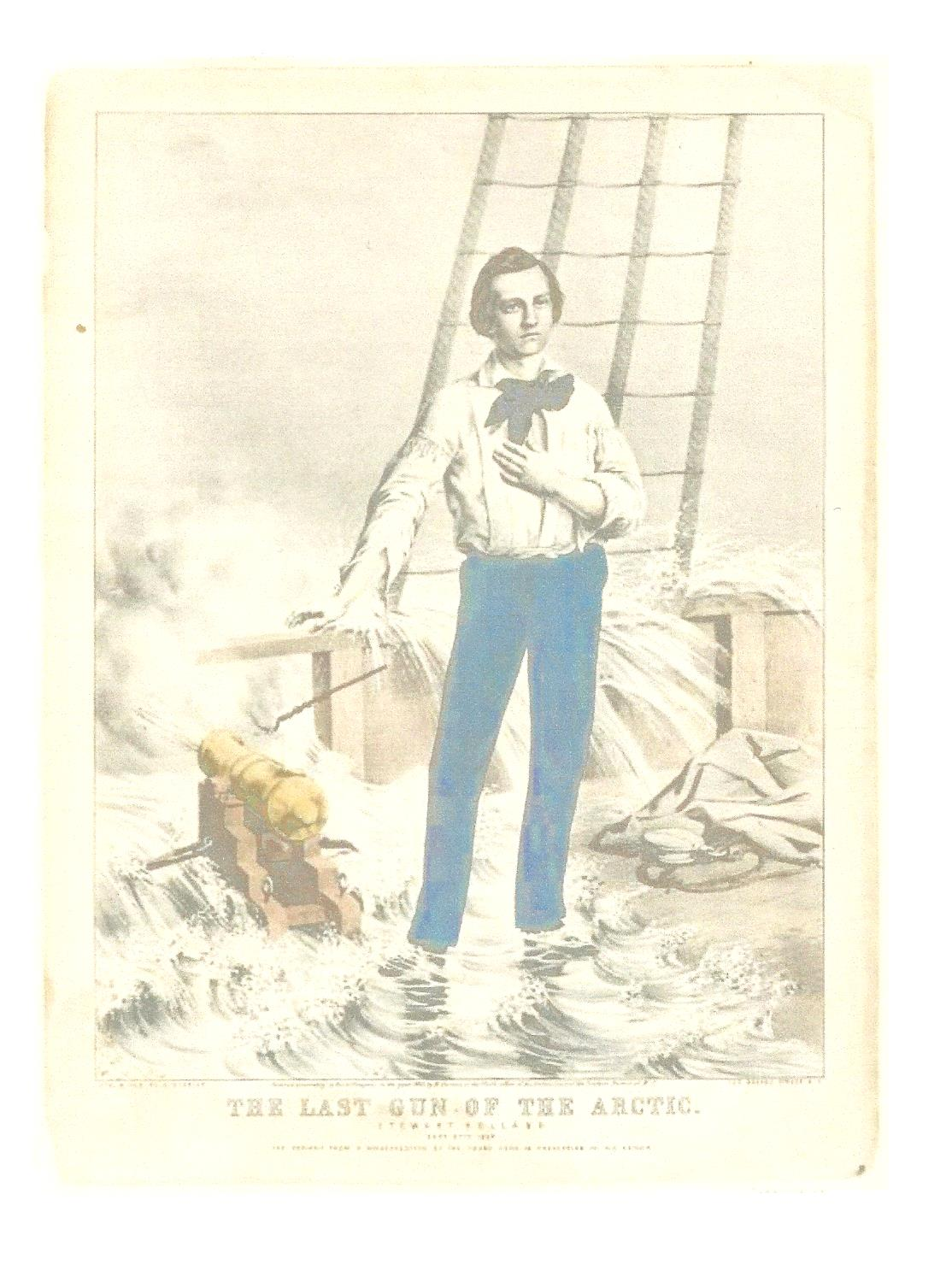
El último cañón del Ártico Stewart Holland en el cañón de señales Retrato de Holland a partir de un daguerrotipo prestado por su padre.

El 27 de septiembre de 1854, mientras se dirigía a Nueva York (Estados Unidos) desde Liverpool (Reino Unido), el Arctic chocó contra el SS Vesta, un barco pesquero mucho más pequeño, a 50 millas de la costa de Terranova. Había aproximadamente 400 personas a bordo del Arctic: unos 250 pasajeros y 150 tripulantes. El primer pensamiento del capitán Luce fue brindar ayuda al Vesta, que parecía estar en peligro de hundirse, pero cuando le dijeron que su propio barco estaba haciendo agua bajo la línea de flotación, decidió dirigirse a la tierra más cercana. Como los intentos de tapar las fugas fallaron, el casco del Arctic se llenó constantemente de agua de mar. Los incendios de la caldera se extinguieron gradualmente y los motores redujeron la velocidad y se detuvieron, todavía lejos de la tierra.
De acuerdo con las normas marítimas vigentes en ese momento, el Arctic llevaba seis botes salvavidas, cuya capacidad total era de alrededor de 180 personas. Luce ordenó que se pusieran a flote, pero una ruptura de la disciplina entre la tripulación hizo que la mayoría de los asientos en los botes fueran ocupados por miembros de la tripulación o por los pasajeros más aptos físicamente; uno de los cuales era el embajador francés, el duque de Gramont, a quien se vio saltar del barco a uno de los últimos botes salvavidas. El ingeniero de barco Stewart Holland se quedó en su puesto para disparar un cañón de señales al buque que se hundía; no sobrevivió.
El resto se quedó en balsas improvisadas o no pudo abandonar el barco y se hundió con él cuando se hundió, cuatro horas después de la colisión. El propio capitán Luce, a diferencia de su tripulación, se hundió con su barco, aunque sobrevivió. Mientras tanto, el Vesta, que parecía haber sufrido daños mortales, se salvó de hundirse gracias a sus mamparos estancos y pudo llegar al puerto de San Juan de Terranova.
Dos de los seis botes salvavidas que partieron del Artic llegaron sanos y salvos a la costa de Terranova, y otro fue recogido por un barco de vapor que pasaba por allí y que también rescató a unos cuantos supervivientes de balsas improvisadas. Entre ellos se encontraba el capitán Luce, que había vuelto a la superficie después de hundirse inicialmente con el barco. Fue rescatado después de aferrarse a los restos de la caja de la rueda de paletas durante dos días. Los otros tres botes desaparecieron sin dejar rastro.
En total, murieron más de 300 personas; los 85 sobrevivientes incluyeron 61 de la tripulación y 24 pasajeros varones. Todas las mujeres y niños a bordo perecieron. Entre los perdidos estaban la esposa de Edward Collins y dos de sus hijos. Otras víctimas incluyeron a varios miembros de la familia Brown, cuyo banco, Brown Brothers, había ayudado a financiar la Collins Line. También perdieron la vida Frederick Catherwood, el arquitecto y pintor inglés cuyo nombre fue misteriosamente omitido de las listas oficiales de bajas durante semanas hasta que un esfuerzo concertado de sus amigos y colegas resultó en una inclusión tardía por parte de las autoridades y los periódicos, y Mahlon Day, un destacado editor neoyorquino de libros infantiles y publicaciones comerciales, con su esposa e hija. Además de la trágica pérdida de vidas humanas, se perdió una copia rara del First Folio de William Shakespeare que el abogado neoyorquino y coleccionista de Shakespeare Aldon W. Griswold había comprado y enviado desde Liverpool.

## Consecuencias
Las limitadas comunicaciones telegráficas de la época hicieron que las noticias de la pérdida del Arctic no llegaran a Nueva York hasta dos semanas después del hundimiento. Cuando se conoció la historia completa, el dolor público inicial por la pérdida del barco se convirtió rápidamente en una condena por la cobardía percibida de la tripulación y su incumplimiento del deber hacia sus pasajeros. Aunque algunos periódicos exigieron una investigación sobre el desastre Although some newspapers demanded an inquiry into the disaster, no se llevó a cabo ninguna y nadie fue llamado a rendir cuentas por sus acciones. Las propuestas de que se aumentara la capacidad de los botes salvavidas en los buques de transporte de pasajeros, para proporcionar un lugar para cada persona a bordo, no se llevaron a cabo. El capitán Luce, que en general fue exonerado de culpa por el público, se retiró del mar, y algunos de los tripulantes supervivientes decidieron no regresar a los EE. UU. La Collins Line continuó su servicio transatlántico, hasta que nuevas pérdidas marítimas e insolvencia llevaron a su cierre en 1858.
James Brown, presidente del banco Brown Brothers y de la Collins Line, erigió un gran monumento en el cementerio Green-Wood de Brooklyn (Nueva York) para los seis miembros de su familia fallecidos en el desastre del Artic. Los nombres de los fallecidos están inscritos en el pedestal.